# Associazione Italiana per l'Intelligenza Artificiale
L'Associazione Italiana per l'Intelligenza Artificiale (AIxIA) è una associazione scientifica senza fini di lucro, fondata nel 1988 da alcuni professori e ricercatori italiani, con lo scopo di promuovere la diffusione dell'intelligenza artificiale in Italia.

## Finalità
L'associazione si pone l'obiettivo di aumentare la conoscenza dell'intelligenza artificiale in Italia, incoraggiarne l'insegnamento e promuovere la ricerca teorica e operativa nel campo attraverso seminari e iniziative mirate e sponsorizzazione di eventi.

## Iniziative
L'AIxIA costituisce un luogo di incontro e di collaborazione fra:
- l'università e i centri di ricerca scientifica che alimentano il sapere teorico e metodologico;
- le aziende che sviluppano prodotti e servizi basati su tecniche di Intelligenza Artificiale;
- il pubblico interessate all'influenza dell'Intelligenza Artificiale sulla società.

L'associazione organizza annualmente un incontro dei suoi membri e offre premi e borse di studio per favorire partecipare degli studenti agli eventi che si tengono in Italia.

## Presidenza
L'AIxIA è nata a Roma nel 1988 da un gruppo di circa 60 soci fondatori
.
Il primo presidente è stata la professoressa  Luigia Carlucci Aiello della
Sapienza - Università di Roma.
I presidenti successivi sono stati:
- Oliviero Stock (Fondazione Bruno Kessler)
- Piero Torasso (Università di Torino)
- Marco Gori (Università di Siena)
- Roberto Serra (Università di Modena e Reggio Emilia)
- Marco Schaerf (Sapienza Università di Roma)
- Paola Mello (Università di Bologna)
- Amedeo Cesta (Consiglio nazionale delle ricerche)
- Piero Poccianti, 2018-2021
- Gianluigi Greco (Università della Calabria) (19 gennaio 2022 - in carica)[3]

## Gruppi di lavoro
L'associazione dispone di gruppi di lavoro focalizzati su temi specifici.
Nel 2015 erano attivi i seguenti gruppi di lavoro:
- sistemi ad agente e multiagente,
- intelligenza artificiale e ageing,
- intelligenza artificiale per i beni culturali,
- robotica,
- apprendimento automatico e data mining,
- rappresentazione della conoscenza e ragionamento automatico,
- elaborazione del linguaggio naturale.

## Pubblicazioni
La principale pubblicazione dell'associazione è la rivista Intelligenza Artificiale edita da IOS Press.
Intelligenza Artificiale è una rivista internazionale semestrale che pubblica contributi in inglese disponibile integralmente in linea .
Della rivista sono usciti, a partire dal 2004, 20 numeri. Direttore responsabile è Oliviero Stock.
Nel 2006 si è celebrata la ricorrenza di 50 anni dalla scuola di Dartmouth del 1956 che viene comunemente indicata come l'evento che ha fatto nascere il campo di ricerca dell'Intelligenza Artificiale. Per maggiori informazioni su quell'evento si veda la pagina a esso dedicata sul sito della AAAI. 
Per celebrare la ricorrenza, l'AI*IA ha curato un numero speciale (in inglese) della rivista Intelligenza Artificiale dedicato allo stato dell'arte della ricerca, in Italia e nel mondo, in vari campi dell'IA a 50 anni dalla nascita di questo campo di ricerca
.
Nel 2013 si è celebrata la ricorrenza dei 25 anni dalla fondazione dell'associazione con un nuovo numero speciale della rivista Intelligenza Artificiale dedicato all'attività dei soci nel primo quarto di secolo .

## Collegamenti con altri organismi
L'AIxIA è federata con ECCAI, European Coordinating Committee for Artificial Intelligence.

## Congressi annuali

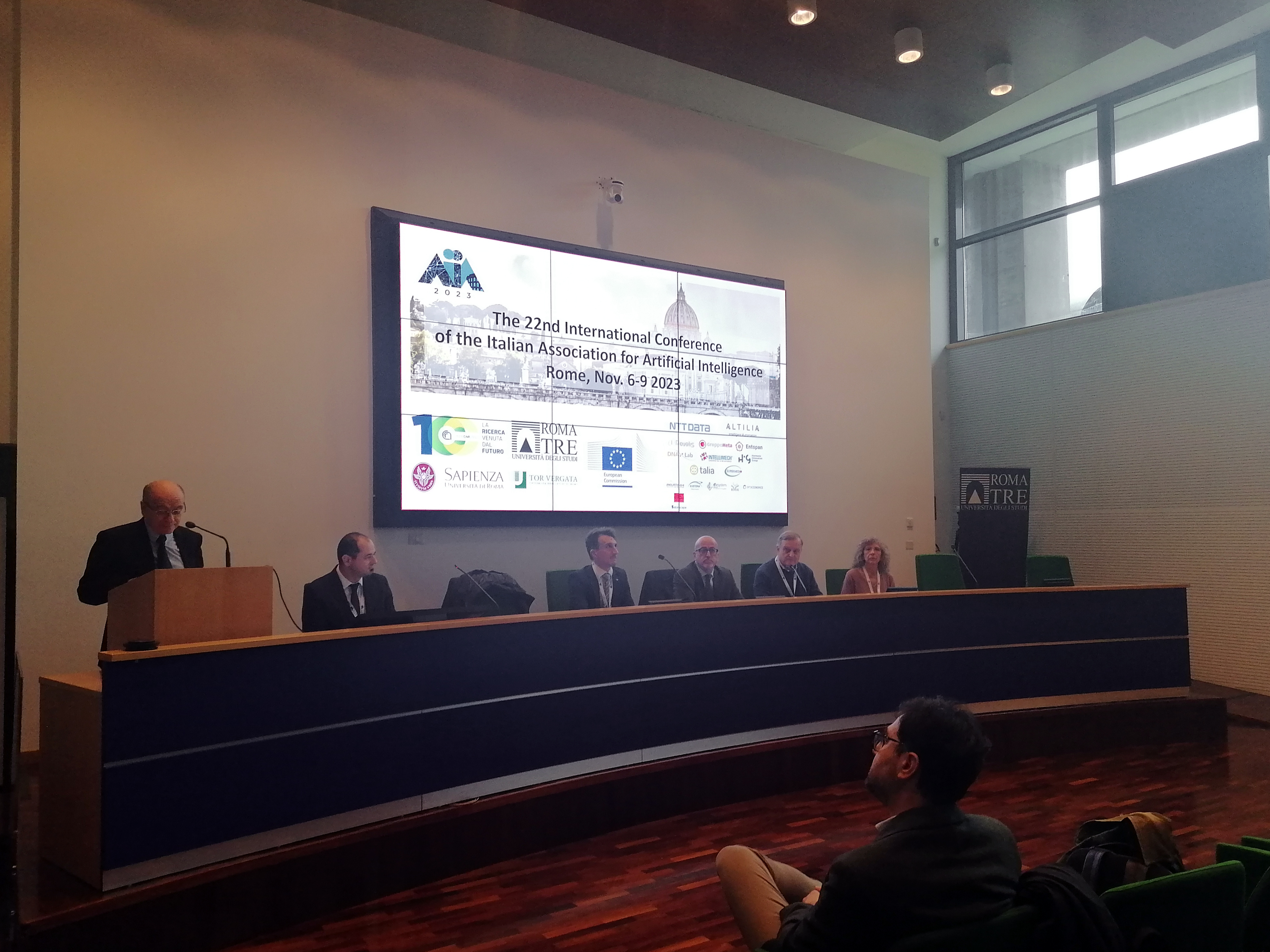
Cerimonia di apertura del 22º convegno a Roma, nel 2023

Dal 1988 l'associazione organizza un congresso annuale in una diversa città d'Italia. Gli ultimi si sono tenuti a:
- Brescia 2010
- Palermo 2011
- Roma 2012
- Torino 2013
- Pisa 2014
- Ferrara 2015
- Genova 2016
- Bari, 2017
- Trento, 2018
- Rende, 2019
- Torino (Virtuale), 2020
- Milano (Virtuale), 2021
- Udine, 2022
- Roma, 2023
- Bolzano, 2024